# 山口俊雄プロダクション
山口俊雄プロダクション（やまぐちとしおプロダクション、1928年6月 - 同年8月）は、かつて京都に存在した映画会社である。松竹系の新派劇の俳優で、マキノ・プロダクションとの提携作で主演した山口俊雄が設立したスタープロダクションであり、貸しスタジオの双ヶ丘撮影所で1本のサイレント映画を製作した。

## 略歴・概要
1928年（昭和3年）3月、山口の所属する新派劇団「新潮座」と牧野省三率いるマキノ・プロダクションが提携して、山口の主演映画を2本撮ったのをきっかけに、同年4月、山口は「新潮座」を脱退してに単独で入社した。
そのころ、マキノの四国ブロック配給を行っていた三共社の山崎徳次郎は、阪東妻三郎プロダクションの経営者・立花良介と謀り、神戸の菊水キネマ商会の大島菊松ら全国150館の独立系映画館主に呼びかけ、大阪に「日本活動常設館館主連盟映画配給本社」を設立、独立プロダクションへの製作費の出資と作品の直接公開の方針を打ち出した。それを受けた片岡千恵蔵は4月にマキノを退社、5月に「片岡千恵蔵プロダクション」（千恵プロ）を設立、同時期にマキノを退社した嵐寛寿郎、中根龍太郎、市川小文治、山本礼三郎らもそれぞれプロダクションを設立する。そこで山口もマキノを退社、同年6月、山口が設立したのがこの「山口俊雄プロダクション」（山口プロ）である。
また、山崎の呼びかけに共鳴したマキノの大道具主任河合広始と撮影技師の田中十三もマキノを退社、京都・双ヶ丘に貸しスタジオ「日本キネマ撮影所」（双ヶ丘撮影所）を設立した。千恵プロ以下それぞれの設立したプロダクションが集まって「日本映画プロダクション連盟」を結成し、この河合・田中の「双ヶ丘撮影所」をレンタル使用して、「館主連盟」に作品の供給を開始する。
設立第1作は、行友李風の新国劇ヒットナンバー『月形半平太』を「双ヶ丘撮影所」で製作、監督には山口がマキノで主演した『仇討殉情録』の脚本を書いた印南弘をマキノから引き抜き、撮影技師には東亜キネマ京都撮影所の大塚周一を起用、共演には「市川小文治歌舞伎映画プロダクション」（歌舞伎映画プロ）を立ち上げた市川小文治、奈良の市川右太衛門プロダクションあやめ池撮影所（右太プロ）から来て小文治の「歌舞伎映画プロ」の第1作『野崎村』に出演した市川芳之助（のちの沢田清）、マキノから引き抜いた藤井民次、東亜キネマ京都撮影所から引き抜いた高田篤と都さくら、衣笠映画連盟からマキノに出演した千代田綾子、阪東妻三郎プロダクション太秦撮影所に映画に出演していた一色勝代を起用した。
同作は「館主連盟」の配給で、同年7月19日に神戸新開地「菊水館」を中心に公開されたが、7月末に早くも山崎らの「館主連盟」が瓦解してしまった。したがって、同時に独立したプロダクションたちとともに、2作目を製作することなく山口プロも解散した。
解散後の山口は舞台に戻り、監督の印南、女優の小島は東亜キネマ京都撮影所へ、大塚は中根龍太郎喜劇プロダクションの『おんぼろ草紙』の撮影ののちにマキノに移籍、小文治と芳之助は千恵プロへ、高田は松竹下加茂撮影所へ、都は右太プロへ、千代田はツキガタプロダクション（月形龍之介）を経て東京の河合映画製作社へとそれぞれ移籍した。

## フィルモグラフィ
1928年
- 月形半平太　監督印南弘、原作行友李風、脚本大河原保、撮影大塚周一、主演山口俊雄、共演市川小文治、市川芳之助、藤井民次、高田篤、市川桃栗、千代田綾子、小島一代、一色勝代、都さくら

## 註
1. 1 2 3  『日本映画俳優全集・男優編』（キネマ旬報社、1979年）の「山口俊雄」の項（p.604-605）を参照。同項執筆は田中純一郎。
2. 1 2  『日本映画俳優全集・男優編』（キネマ旬報社、1980年）の「片岡千恵蔵」の項（p.144-148）を参照。同項執筆は滝沢一。
3. ↑  立命館大学衣笠キャンパスの「マキノ・プロジェクト」サイト内の「双ヶ丘撮影所」の記述を参照。